# 毛師灝
毛師灝（?—?），清朝解元。直隸順天府大興縣人。
乾隆六年（1741年）辛酉科順天鄉試第一名舉人（解元）。乾隆十七年（1752年）壬申科會試中式，殿試因夾帶作弊，交部杖责，并被除名。

### 書目
- （清）法式善等，《清秘述聞三種》，中華書局，清代史料筆記叢刊，ISBN：ISBN 7101017428。
- （清）福格，《聽雨叢談》